# Йосіфалеу
Йосіфалеу (рум. Iosifalău) — село у повіті Тіміш в Румунії. Входить до складу комуни Тополовецу-Маре.
Село розташоване на відстані 377 км на північний захід від Бухареста, 35 км на схід від Тімішоари.

## Населення
За даними перепису населення 2002 року у селі проживали 528 осіб.
Національний склад населення села:
| Національність | Кількість осіб | Відсоток |
| -------------- | -------------- | -------- |
| румуни         | 442            | 83,7%    |
| словаки        | 40             | 7,6%     |
| німці          | 20             | 3,8%     |
| українці       | 13             | 2,5%     |
| угорці         | 7              | 1,3%     |

Рідною мовою назвали:
| Мова       | Кількість осіб | Відсоток |
| ---------- | -------------- | -------- |
| румунська  | 443            | 83,9%    |
| словацька  | 40             | 7,6%     |
| німецька   | 19             | 3,6%     |
| українська | 13             | 2,5%     |
| угорська   | 7              | 1,3%     |